# 密卡登
密卡登是孩之寶旗下的變形金剛系列作品中的一個虛構角色，在各種不同的媒體中經常出現。通常設定裡是狂派的領袖，不過在部分作品中，亦由其他角色擔任狂派領導人。

## 動畫

### G1系列

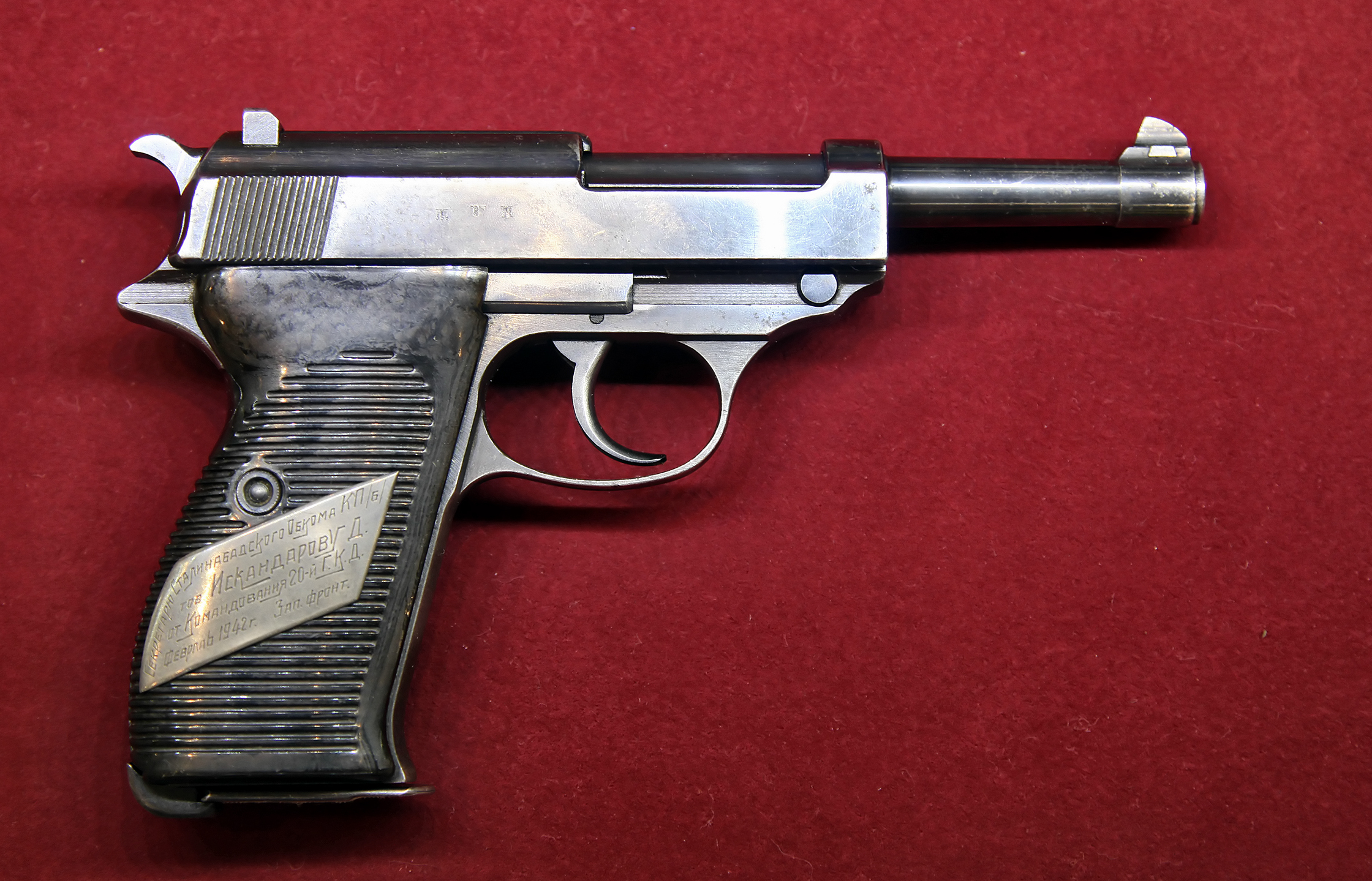
麥加登變形的手槍原型是德國瓦爾特P38手槍

作為G1系列中長期的主要大反派，密卡燈是电视动画片《变形金刚》的主要角色，密卡登以殘酷的力量、狡猾的詭計、殘忍、恐怖和領導能力統御著狂派(Decepticon)。在密卡登的機器人型態下，密卡登高達6公尺，他有著比大部分變形金剛更強大的力量、右手臂上的融合砲(Fusion Cannon)有著強大的火力。他在賽博坦(Cybertron)時的變形型態是一輛坦克，而來到地球後則變形成一把瓦爾特P38手槍(英語：the "Walther" Autowalther)。在地球期間、密卡登和狂派的主要目標是奪取變形金剛賴以生存的能量塊(Energon)。由美國配音員法蘭克‧威爾克(Frank Welker)聲演，他同時也是聲波(Soundwaüe)、震盪波(Shockwaüe)的配音員。

#### 變形金剛大電影(The Transformers: The Movie)[2]
在1986年上映的變形金剛大電影中，同樣由法蘭克‧威爾克詮釋。密卡登在最後和柯博文的決鬥中被柯博文(Optimus Prime)重傷、最後使計擊敗柯博文並撤退，但之後在太空中和其他傷兵一起被天王星(Starscream)拋棄、之後被宇宙大帝改造成為格威龍（Galvatron），並持續擔任後續季數的主要反派之一。
受到宇宙大帝改造的格威龍身高7公尺，身體以紫色和灰色為主，頭部有一個戴有三隻尖角的紫色頭盔，右手的融合炮是透明橘色的武器，在其載具模式的外星自走砲型態會變形成炮管的部分。格威龍跟密卡登相比，經常攻擊自己的部下，從以前陰謀家的形象變為一個暴君。更使得部分手下因此離開。
最早引进的香港版本《变形金刚》的密卡登配音员为張炳強。上海版本《变形金刚》中文版中的密卡登配音为杨文元。

### 《百變金剛》(Beast Wars: Transformers)
在G2系列的失敗後，密卡登在接下來的一段時間消失在螢幕上，但其影響力依舊存在。
在1996年開始播出的《百變金剛》系列中，密卡登(Megatron)這個名字屬於一個和G1時代不太相同的角色，在中文中翻譯為恐龍王，儘管兩者的英文原文是一樣的。該名角色在設定上是密卡登的未來後裔，和其對手、柯博文(Optimus Prime)的直系後裔金剛王一樣，他的名字是在向自己的祖先致敬，是在搶走金碟(Golden Disk)之後改名的。
此版本的恐龍王是掠食金剛(Predacons)的領袖，變形為一隻紫色的暴龍，體形巨大，在後段劇情中經歷了金屬變異(Transmetals)後在身後增加兩個飛行用渦輪。在第三季末改變變形型態為傳統西方神話中有翅膀的巨龍。
原始版本的密卡登和柯博文一樣，曾經以還在方舟號上的昏迷狀態客串登場。
而在其後續的作品中，不論是美方的《百變金剛：重機械系列》或是日方播出的《超級百變金剛》中，原始版本的密卡登均未登場。

### 《變形金剛：博派戰記》(トランスフォーマー カーロボット)
《變形金剛：博派戰記》/變形金剛：Car Robot是2000年的動畫作品，此版本中的反派組織是繼承自《百變金剛》系列的掠食金剛，而非狂派，其領袖則是Gigatron，在中國地區翻譯為驚劫天，一位具有六種變形型態的變形金剛，分別是機器人、雙頭龍、巨型蝙蝠、外星噴射機、外星賽車、巨掌。驚劫天的外觀以黑色和紫色為主，具有一對巨大的翅膀，外觀線條以圓潤的曲線為主，較少方正的構造或是尖刺。

### 邪神三部曲/微型三部曲
邪神三部曲是對在2000年初由日方主導製作的三部變形金剛電視動畫作品的稱呼，如下所列：
| 播映年分 | 日文原標題 | 中文標題 | 美國標題 |
| -------- | --- | --- | --- |
| 2003     | 超ロボット生命體トランスフォーマー マイクロン伝説                                                                                      | 變形金剛：微型傳說/變形金剛：雷霆艦隊/變形金剛：艦隊系列                                                                               | Transformers: Armanda |
| 2004     | トランスフォーマー スーパーリンク | 變形金剛：超能連結/變形金剛：超能量爭霸戰                                                                                              | Transformers：Energon |
| 2005     | トランスフォーマー ギャラクシーフォース(Transformers: Galaxy Force)                                                                    | 變形金剛：銀河之力 | Transformers: Cybertron |
| 註記     | 邪神三部曲是美版的設定，在日版中只有《微型傳說》和《超能連結》是有關連的故事，銀河原力是完全獨立製作的新篇章、與前兩作在劇情上和無關。 | 邪神三部曲是美版的設定，在日版中只有《微型傳說》和《超能連結》是有關連的故事，銀河原力是完全獨立製作的新篇章、與前兩作在劇情上和無關。 | 邪神三部曲是美版的設定，在日版中只有《微型傳說》和《超能連結》是有關連的故事，銀河原力是完全獨立製作的新篇章、與前兩作在劇情上和無關。 |

微型三部曲可以說是密卡登造型最為多變的一段時期，每次出場造型均相同，也和前座中曾經出現過的各種造型不太相關。

#### 變形金剛：微型傳說
在2003年的作品中，密卡登再次以狂派領袖的身分出場，和博派一樣，其目的是為了奪取迷你金剛的力量加乘效益而來到地球。變形為一台坦克，頭部有兩隻類似鍬形蟲的角，肩膀相當高聳，坦克模式的炮台平時固定在背後，不過可以轉到身體前方，以旋轉方式高速連射。由梁田清之擔任聲優。

#### 變形金剛：超能連結
在2004年的作品中，接續前作的劇情，其型態有了劇烈變化，在劇中的設定是被尤尼克隆升級成為格威龍，因此頭部頭盔和腹腔變成類似G1版本格威龍的造型，變形形態是一架外星戰鬥機。改由遠藤純一聲演。

#### 變形金剛：銀河之力
在2005年的、由日方主導創作的變形金剛：銀河之力動畫版中，密卡登的日文原名由常見的「メガトロン」改為，由中田讓志聲演，美版依然是寫成「Megatron」，由大衛‧凱耶(David Kaye)聲演，另外日版中还给他加上了「破坏大帝」的称号，中文則通譯成天王密卡登奧米加（東森幼幼台只使用密卡登之譯名），由梁興昌配音演出。身為狂派的領袖，不斷的阻撓銀河柯博文取得惑星元素。造型和以往不太相同，並且有外星戰鬥機和外星賽車兩種模式。在劇集後期因為輸給猛大帥(Metroplex)而爆發出巨大的負面情緒而升級，東森幼幼台將升級型態翻譯為密卡登加霸，主要配色是白色、黑色，並有紫色的臉部。就像同劇的其他變形金剛，可以啟動稱為力量晶片(Force Chip)、啟動利爪作為近戰武器、或是以一柄輪胎形機關槍作為遠程武器。

### 變形金剛進化版(Transformers：Animated)
在2007到2009年的《變形金剛進化版》中，密卡登的造型類似G1動畫和真人電影的融合版本，身材巨大魁武、身高是柯博文的兩倍以上。身體主要是灰色，並有深紅色點綴，武器為右手上的融合砲，並有兩把軍刀。在變形成雙螺旋槳戰機的型態時，軍刀會變形成螺旋槳。在本劇集一開始是賽博坦型態，型更加接近2007年的真人電影，不過很快因為天王星的陷害而陷入重傷、被人類科學家艾薩克‧桑達克(Isaac Sumdac)保存頭部並從中提取知識、發展人類科技、而密卡登也利用艾薩克為自己收集重新打造自己的身體所需要的材料和技術，直到劇集中後期才有以重生之姿回歸，其重建後的姿態更接近G1動畫的版本。在本劇中由柯瑞‧巴頓(Corey Burton)聲演，和飛輪(Ratchet)同一名配音員。

### 變形金剛：領袖之證(Transformers Prime)
在2010年到2013年的《變形金剛：領袖之證》動畫裡，密卡登的造型更貼近麥可貝(Micheal Bay)真人電影版和G1版本的融合，有灰色和銀色為主的外觀、紫色的點綴，頭盔造型為類似G1動畫時的平頂頭盔，武器是裝備在右手上的融合砲(Fusion Cannon)和內建在右手臂的軍刀，眼睛是紅色的，但是在有些時候會因為和宇宙大帝的連結而變成紫色。聲音部分，繼彼得‧庫倫(Peter Cullen)回歸演出柯博文以外，本篇動畫同樣也由G1動畫時期的配音人員法蘭克‧威爾克回歸演出。領袖之證中的密卡登是一個強大的戰士、出身自賽博坦星上的卡隆(Kaon)角鬥場、本身具有超凡的力量、速鬥、戰鬥技巧、活用各種環境的戰鬥智商，全劇中只有柯博文能和密卡登對事而不落下風、就連體能比密卡登更強大的沖雲霄也輸給密卡登的戰鬥智商。脾氣暴躁、追求效率和結果，屢次在天王星辦事不力或失敗後給予其教訓，但在聲波等人完成目標後也會給予肯定。原名為跟創世十三祖(The Thirteen)其中一人一樣為墮落金剛(Megatronus，也被稱為墮落金剛/The Fallen)的角鬥士，密卡登這名字是從政時改的。因為野心太大而被最高議會(High Council)否定，同時跟奧利安‧派克斯(Orian Pax)決裂。之後為了毀滅反對者而組織狂派，使賽博坦陷入戰爭中。在過去一直在宇宙中流浪，在找到被稱為「宇宙大帝之血」的黑暗超能量晶體後回歸地球。之後吸收了黑暗超能量晶體，並獲得其力量、也讓密卡登在近距離面對太空橋的升空後仍有一息尚存。第一季最後和博派合作阻止宇宙大帝的行動，但在其面前還是因受黑暗能量晶體影響被控制。第二季隨著宇宙大帝被封印意識，再度變回正常。及後為對付取得星辰劍(Star Saber)的柯博文而移植了已死至尊的右臂，第三季時右臂因被柯博文砍斷，而改為舊有的融合砲。在最終戰時擊殺大黃蜂(Bumblebee)之後被復活的對方以星辰劍貫穿了胸膛而死，最後屍首掉落到地球。在電影版《變形金剛領袖之證狩魔之戰：掠狩金剛再臨》(Transformers Prime Beast Hunters: Predacons Rising)中，屍首被宇宙大帝改造、但未說明是否為格威龍(Galvatron)。在宇宙大帝被擊敗後取得自由意識，拋下天王星、從此在宇宙中流浪，再接續作品的變形金剛：領袖的挑戰(Transformers: Robot in Disguise)中也未說明其下落 。

### 變形金剛：Cyberverse(Transformers: Cyberverse)
2018年的動畫，密卡登的造型相對接近G1，身體方正、以灰色為主色，右手上有融合炮，並可以伸出紫色能量構成的流星錘作為武器。個性殘暴，而且狡猾，對手下之間的掌控度高，也是少數直接殺死天王星(其事後復活)的密卡登。在戰前和柯博文、大黃蜂是朋友，甚至是大黃蜂引薦兩人的。在本劇末期出現了這個密卡登的平行宇宙版本。

### 變形金剛：賽博坦大戰三部曲(Transformers: War For Cybertron Trilogy)
在由網飛推出的三部曲中，密卡登再次擔任狂派領導人的職位。其造型完全接近G1動畫，不過變形型態是一輛銀色的坦克。同樣有從角鬥場出身的設定，曾經和柯博文、馬格斯同為鈦師傅的學生。

### 變形金剛：地球火種(Transformers: EarthSpark)
2022年的作品，形象介於G1和進化版之間，變形為一架重武裝裝甲旋轉傾翼機，在載具形態下可以發射大量飛彈，武裝包含右手的融合炮和能量流星錘，英文配音版有蘇格蘭口音，由羅伊‧麥可坎恩（Rory McCann）聲演。在本作劇情一開始已經投降，加入博派。

### 變形金剛：源起(Transformers One)
2024年的動畫電影中，密卡登原名為D-16，身體以白色為主、頭盔則維持黑色，雙眼則是黃色，和奧利安‧派克斯同為賽博坦地底下的低階勞工機器人、胸口中沒有變形齒輪而無法變形，直到在電影中段被鈦師傅賜予變形齒輪後，身形有所變化，變得較為高大粗壯，並且可以變形為一架銀色的賽博坦坦克，右手也新增了融合炮武裝。
此版本的密卡登融合來自多版本的特徵，D-16最初是來自IDW版本的設定、是密卡登最初作為礦工機器人的代號，而黑色的頭盔則是早期1980年代漫威版漫畫的設定。
由布萊安‧泰瑞‧亨利（Brian Tyree Henry）聲演。

## 真人電影系列

#### 變形金剛(Transformers)
在2007年真人電影，密卡登約於10000多年前追著「火種源」來到地球，卻不慎受地球磁場干擾定位系統而墜落到北極，遭受凍結了9000多年。在1890年代左右，亞奇帕德帶著一群人來到北極冒險時發現了他，並因此得到了火種所在點的地圖。在胡佛水壩的實驗室清醒之後，便召喚狂派金剛一起欲重奪火種源。之後在城市大戰中追逐著男主角山姆，並因此和柯博文展開決戰，最後遭山姆伺機將火種源塞進自己的胸口而能量超載死亡（於第二集復活）。此版本的密卡登和先前的所有版本都有巨大的差異，具有佈滿利刃般的外觀、變形型態為一架賽博坦戰機，武器包括流星錘和散彈砲。由雨果‧威明(Hugo Weaving)聲演。

#### 變形金剛：復仇之戰(Transformers: Revenge of the Fallen)
在2009年真人電影，密卡登的屍體沉於海溝的最底部，經過兩年的時間，密卡登本體已生鏽，戰力大不如前，由聲波入侵美國的人造衛星取得密卡登的位置，派遣一批人馬去將他復活（並因此拆掉一隻狂派變形金剛）。在片中，他呼叫一大群變形金剛降落至地球並且展開大規模反撲。最後敵不過強化後的柯博文而與天王星一同逃離。身體的造型和第一集不太相同、但臉部大同小異，右手是一把帶有刀刃的融合砲。同樣由雨果‧威明聲演，不過法藍克‧威爾克在本片中擔任聲波的配音人員。

#### 變形金剛3(Transformers：Dark of the Moon)
在2011年的變形金剛第3集裡，因為在埃及時受到重創、因而戰鬥力比起前兩部電影要衰弱許多，和御天至尊合作要利用地球來復甦賽博坦，在本作變形成油罐車（車身鏽爛不堪）。原本的武器融合砲、手劍在上一集最末遭柯博文擊毀，本片則以連環散彈砲為武器。在本片最後被卡莉用反間計令他對於事成後御天至尊會取代他統領狂派而自己僅為手下而腦羞成怒並想要滅御天至尊的火種。其後他偷襲得手，將正和柯博文交戰的御天至尊重傷，並希望和柯博文暫時休戰，但被柯博文使用能量斧砍中頭顱並連著脊椎伴隨著機器液體和火種連根拔起後死亡。本集為最後一次雨果‧威明在大螢幕上聲演密卡登。

#### 變形金剛4：絕跡重生(Transformers: Age of Extinction)
密卡登在上集電影最末被擊殺後，其屍體在本擊電影被KSI（建能科技集團）擄獲以進行人造變形金剛相關科技的研究，但密卡登殘存的意識也得以藉機倖存，並借KSI之手重造出新的機體，被KSI稱為格威龍。在KSI集團派出人造變形金剛追殺柯博文時，格威龍(重生的密卡登)便在戰鬥時揭露自己的真實身分，本片中的變形型態為一台銀色平頭卡車。在本集中密卡登借KSI集團之手獲得重生並同時獲得了許多新的能力，這次由於機體是人造變形金剛，胸口處不再是弱點。且由於KSI人造變形金剛的物理特性，使得機體可以瞬間分解為粒子，即使受到物理衝擊時也可以透過分解機體降低受到的傷害。本片中格威龍曾反覆奪取KSI集團的人造變形金剛的操控權，試圖用以擊殺柯博文，但在連續被博派擊敗後，了解到自身的實力還不足以對抗博派，於是選擇撤退累積力量，等待東山再起。本集由法蘭克‧威爾克聲演格威龍。

#### 變形金剛5：最終騎士(Transformers: The Last Knight)
密卡登在本集中聯合了昆塔莎(Quintessa)並使機體再次得到飛行能力，變形型態為一架黑色的噴射飛機，還攜帶一把大劍為武器。相較於之前性格更為深沉，甚至在與人類勢力的談判交涉當中也獲得了部份成功。並向藍尼表達重返賽柏坦的願望。為了修復賽博坦，密卡登與昆塔莎計畫汲取地球能量以重組賽博坦，片尾與博派的戰鬥中被柯博文斬斷手臂並被踹下飛船，下落不明。在本籍中由法蘭克‧威爾克聲演。

#### 大黃蜂 (電影)與變形金剛：萬獸崛起
在2018年的《大黃蜂》電影重啟後，密卡登至今尚未出現在大螢幕上過。

##### 玩具
不過雖然沒有在大螢幕上出現，但是在孩之寶的電影工作室系列產線卻推出了以密卡登在《大黃蜂》製作階段的概念藝術推出了玩具，是電影工作室系列109號產品，也是該系列首次以「概念藝術」推出產品。等級為無敵戰將級(Leader Class)，具有機器人、外星坦克、外星戰鬥機三種變形型態，外觀就和該是接關的其他變形金剛一樣，類似是將G1系列的外觀寫實畫，以銀色為主體，頭部帶有頭盔，右手臂上有一門大砲。

## 漫畫

#### IDW
在IDW出版的2005~2019的版本中，密卡登是一個非常豐富的角色、甚至有一系列專屬刊物《密卡登：源起》(Megatron：Origin)在敘述密卡登的過去，在《變形金剛：難以置信》(Transformers：More Than Meet The Eye)的刊物中中也多次提及、並佔有許多重要章節。經由冷組建誕生、是從工廠被「製造」出來的數百台礦工變形金剛之一，但是因為錯綜複雜的詩空旅行而成為唯一一個擁有綠色火種─在IDW的設定中、擁有綠色火種的賽博坦人都有獨特之處、像是柯博文、馬格斯等人都是─的冷組建機體。出生後長期在礦場底部工作、被上層階級壓榨，在礦場期間寫作、並秘密出版了大量詩集、思想宣言等作品、並結識了一名老礦工界標(Terminus)、雷神錘(Impactor)等人。在某次因為時空旅行引起的酒吧衝突被捲入而入獄、在監獄中遭到獄警旋刃(Whirl)的無端毆打、自此領悟了暴力的力量，在出獄後進入卡隆角鬥場、成為角鬥士、並步上暴君之路。有過眾多變形型態、包括一輛銀色坦克、一架黑色轟炸機、一把手槍，不過甚少變形。在賽柏坦：暗流湧動的大事件中帶有強大能量的身軀被格威龍(此版本的格威龍和密卡登並非改造前後的關係)用來開啟傳送門、之後從荒野中回歸後、又歷經審判，最終因為曾經被大黃蜂拯救而放棄狂派事業、成為博派，並被判刑、跟洛迪文至尊(Rodimus Prime)、馬格斯(Ultra Magnus)、漂移(Drift)等人搭上失落之光號太空船(Lost Light)、成為聯合艦長，目的是尋找賽博坦騎士團、賽托邦，並在此過程中有著深刻的體悟和人生轉變，並親手解決了自己過去的惡孽─狂派異端裁決處，並透過在另一個平行宇宙的精力證明自己就算有機會也不會重掌暴力和權力。在騎士團的神話破滅、並擊敗來自平行宇宙的追兵、摧毀神機真人(Adaptus)的陰謀後、被銀河議會判刑，進入終身休眠的幻覺狀態。

## 譯名
早期因為翻譯不固定，導致變形金剛角色有許多譯名。下為密卡登曾擁有過的譯名：
- ，在台灣區的主要翻譯方式。
- (老威、威哥、威總)，主要在中國區域通用。
- ，主要在香港地區通行。

1. ↑  . IMDb.   [2023-06-18]. （原始内容存档于2023-07-21） （美国英语）.
2. ↑  Shin, Nelson; Stack, Robert; Nimoy, Leonard, , Sunbow Productions, Marvel Productions, Hasbro, 1986-08-08  [2023-06-17], （原始内容存档于2023-07-14）
3. ↑  Shin, Nelson; Stack, Robert; Nimoy, Leonard, , Sunbow Productions, Marvel Productions, Hasbro, 1986-08-08  [2023-06-18], （原始内容存档于2023-06-18）
4. ↑  . IMDb.   [2023-11-22]. （原始内容存档于2019-09-09） （美国英语）.
5. ↑  Nakata, Jôji; Dobson, Paul; Suwabe, Jun'ichi, , Gonzo, 2005-07-02  [2023-06-18], （原始内容存档于2023-06-18）
6. ↑  Cullen, Peter; Montano, Sumalee; Combs, Jeffrey, , Darby Pop Productions, Digitalscape Co. Ltd., Hasbro Studios, 2010-11-26  [2023-06-18], （原始内容存档于2023-06-15）
7. ↑  Hullender, Tatiana. . ScreenRant. 2023-07-31  [2024-04-23]. （原始内容存档于2023-08-04） （英语）.
8. ↑  ,   [2024-04-23], （原始内容存档于2024-07-31） （中文（中国大陆））
9. ↑  ,   [2023-06-18], （原始内容存档于2023-05-30）
10. ↑  ,   [2023-06-18], （原始内容存档于2023-04-10）
11. ↑  ,   [2023-06-18], （原始内容存档于2023-02-03）
12. ↑  ,   [2023-06-18], （原始内容存档于2023-01-09）